# Liste d'élections en 1837
Chronologie des élections
- 1833
- 1834
- 1835
- 1836
- 1837
- 1838
- 1839
- 1840
- 1841

Cet article recense les élections organisées durant l'année 1837.

Au milieu des années 1830, le Royaume-Uni, les États-Unis, la France, la Norvège, la Belgique, l'Espagne et le Portugal procèdent à des élections nationales régulières, toutes au suffrage censitaire masculin.
En 1837, la République de Nouvelle-Grenade élit son président au scrutin indirect.

## Élections nationales en 1837
| Date                             | État             | Élection ou référendum                    | Contexte                                                                                                 | Résultat |
| -------------------------------- | ---------------- | ----------------------------------------- | --- | --- |
| 5 février - 9 avril              | Costa Rica       | Chef d'État (en)                          | | Cette section est vide, insuffisamment détaillée ou incomplète. Votre aide est la bienvenue ! Comment faire ? |
| 4 juillet 1836 - 7 novembre 1837 | États-Unis       | Législatives (chambre (en) et sénat (en)) | | Le Parti démocrate, du président Martin Van Buren, conserve sa majorité absolue des sièges à la Chambre des représentants et remporte la majorité absolue au Sénat. |
| 1er avril                        | Nouvelle-Grenade | Présidentielle                            | Élection présidentielle, au scrutin indirectMalade, le président sortant, Santander, ne se présente pas. | José Ignacio de Márquez est élu au 2e tour, pour quatre ans. |
| 13 juin                          | Belgique         | Législatives (nl)                         | | Cette section est vide, insuffisamment détaillée ou incomplète. Votre aide est la bienvenue ! Comment faire ? |
| 24 juillet - 18 août             | Royaume-Uni      | Générales                                 | Élections anticipées, dues à la mort du roi Guillaume IV.                                                | Le Parti whig (progressiste, libéral) conserve sa majorité absolue des sièges. William Lamb, vicomte de Melbourne (whig) demeure Premier ministre. |
| 4 novembre                       | France           | Législatives                              | C'est la période de la monarchie de Juillet.                                                             | Parlement sans majorité. Les Orléanistes obtiennent la majorité relative avec un peu plus d'un tiers des sièges. Mathieu Molé (orléaniste) demeure Premier ministre. Sous la pression de la coalition de partis d'opposition (les doctrinaires de centre-droit, le centre-gauche orléaniste progressiste, et la gauche républicaine), le gouvernement présente sa démission en 1839, entraînant de nouvelles élections. |
| 19 novembre                      | Espagne          | Générales (en)                            | | Cette section est vide, insuffisamment détaillée ou incomplète. Votre aide est la bienvenue ! Comment faire ? |

## Élections en subdivisions nationales en 1837
Cette section concerne les élections législatives dans un État fédéré, une subdivision territoriale ou une colonie d'un État souverain, ainsi que leurs principaux référendums.
| Date | Subdivision | État               | Élection ou référendum | Contexte     | Résultat |
| ---- | ----------- | ------------------ | ---------------------- | ------------ | --- |
| 1837 | Terre-Neuve | Empire britannique | Générales (en)         | 2e mandature | Cette section est vide, insuffisamment détaillée ou incomplète. Votre aide est la bienvenue ! Comment faire ? |